# Тогаєво
Тога́єво (рос. Тогаево, чув. Нарат Чакки) — село у складі Маріїнсько-Посадського району Чувашії, Росія. Входить до складу Ельбарусовського сільського поселення.
Населення — 249 осіб (2010; 315 у 2002).
Національний склад:
- чуваші — 95 %